# اندرو اوتس
اندرو اوتس (انگلیسی: Andrew Oates) استاد و محقق در زمینه بیوشیمی اهل بریتانیا بود.